# Кожабай Токсанбайулы
Кожабай Токсанбайулы (1841, ныне поселок Балажезды, Улытауского района, Карагандинской области — 1918, там же) — казахский акын.
Происходил из подрода журтшы рода баганалы племени найман Среднего жуза.
Грамоте учился у аульского муллы. Зажиточность и нужда, социальная несправедливость в обществе стали актуальными темами его жыров. В известном жыре «Бай болмақ, кедей болмақ — бір Алладан», толгау «Кел, Қожабай, сөз сөйле заманыңның зарынан» Кожабай воспевал негативные явления общества, в жыре «Қазақ баласына» размышлял о жизни и быте народа, проживающего на побережье Сырдарии. Письмо в стихах, адресованное Кожабаем Амангельды Иманову, полно надежды на светлое будущее. Произведение «Ортадан асып барады менің жасым» — философские размышления о жизни и смерти, о справедливости и коварстве. Кожабай был хорошо знаком с восточной классической литературой. Произведения Кожабая исследовал М.Жармухамедов.
- Сын: Кожабаев, Болман